# Lepella lepeletier
Lepella lepeletier är en fjärilsart som beskrevs av Pierre André Latreille 1824. Lepella lepeletier ingår i släktet Lepella och familjen tjockhuvuden. Inga underarter finns listade i Catalogue of Life.